# Björkö
Björkö ( pronúncia) é uma ilha da província da Bohuslän, situada no Arquipélago do Norte de Gotemburgo, no Categate. Tem uma área de 5,46, e uma população de 1 545 habitantes (2018). Pertence ao município de Öckerö (comuna).